# Mauzun
Mauzun é uma comuna francesa na região administrativa de Auvérnia-Ródano-Alpes, no departamento Puy-de-Dôme. Estende-se por uma área de 0,98 km². Em 2010 a comuna tinha 121 habitantes (densidade: 123,5 hab./km²).